# Высокое (Пензенская область)
Высо́кое — село в Башмаковском районе Пензенской области. Административный центр Высокинского сельского поселения.

## География
Село расположено в 17 км к юго-западу от районного центра — посёлка Башмаково.

## История
Известно с первой половины XVIII века под названием Дубовая Вершина. В 1760-е годы деревня получила название «Высокая». Деревня Высокая Чембарского уезда Пензенской губернии, принадлежавшая графу Алексею Кирилловичу Разумовскому, упоминается в экономических примечаниях к материалам генерального межевания конца XVIII века.

## Население
| 1864 | 1877 | 1897  | 1911  | 1926  | 1930  | 1959 |
| ---- | ---- | ----- | ----- | ----- | ----- | ---- |
| 769  | ↗804 | ↗1080 | ↗1350 | ↗1488 | ↗1693 | ↘598 |
| 1979 | 1989 | 1996  | 2002  | 2010  |       |      |
| ↘540 | ↘505 | ↗523  | ↘468  | ↘448  |       |      |

## Экономика
В XIX веке в селе действовала суконная фабрика. При советской власти в селе располагалась центральная усадьба совхоза «Никульевский». В настоящее время селе действует ООО «Вектор», которое занимается производством и сбытом сельхозпродукции.

## Инфраструктура
В селе расположена школа, в которой обучаются дети из близлежащих сёл.

## Известные жители
- Заместитель председателя Комитета Государственной думы России по промышленности, строительству и наукоемким технологиям Виктор Александрович Лазуткин (р. 1950)